# James Honeyman-Scott
James Honeyman-Scott (4. listopadu 1956 – 16. června 1982) byl anglický kytarista. Byl spoluzakladatelem kapely The Pretenders, s níž hrál v letech 1978 až 1982. Přestože autorkou naprosté většiny písní této kapely je její zpěvačka Chrissie Hynde, i on se na některých coby spoluautor podílel. V červnu 1982 byl nalezen mrtev v bytě své přítelkyně. Příčinou smrti byl infarkt myokardu způsobený nesnášenlivostí kokainu. Bylo mu 25 let.